# Miniopterus minor
Miniopterus minor је врста слепог миша (Chiroptera) из породице вечерњака (Vespertilionidae).

## Распрострањење
Врста има станиште у Анголи, ДР Конгу, Кенији, Републици Конго, острвима Сао Томе и Принципе и Танзанији.

## Станиште
Врста Miniopterus minor има станиште на копну.

## Угроженост
Подаци о распрострањености ове врсте су недовољни.

### Популациони тренд
Популациони тренд је за ову врсту непознат.